# Naban
Naban (barmština: နပန်း) je tradiční forma zápasu z Myanmaru. Původně vzniklo na bázi indického zápas. Jeho současná podoba je praktikována především ve venkovských oblastech. Naban je obzvláště populární mezi himálajskými kmeny. Pro své kvalifikované zápasníky jsou známí především lidém z kmenů Chin a Kachin. Typické znaky technik nabanu jsou údery do tlakových bodů, kroucení soupeřových kloubů a škrcení. Útočník může vést útok na jakoukoliv část soupeřova těla.